# Кизенветтер, Эрнст Гельмут
Эрнст Гельмут Кизенветтер (нем. Ernst Hellmuth von Kiesenwetter; 5 ноября 1820 — 18 марта 1880, Дрезден) — немецкий энтомолог.
Изучал юриспруденцию в Лейпциге, затем поступил на службу в министерство внутренних дел в Саксонии. Путешествовал неоднократно по Испании и Греции для изучении местной фауны. Многочисленные труды Кизенветтера касаются преимущественно фаунистики и систематики жесткокрылых насекомых. Особенно ценны следующие его работы: «Naturgeschichte der Insecten Deutschlands» (IV том которой сост. К., Берлин, 3 части, 1857—1861); «Beiträge zur Käferfauna Griechenlands» (4 части, Берлин, 1858—1861) и др.